# ويليام د. الكسندر
ويليام د. الكسندر (بالإنجليزية: William D. Alexander)‏ هو منتج أفلام أمريكي، ولد في 1916، وتوفي في 19 نوفمبر 1991.

## وصلات خارجية
- ويليام د. الكسندر على موقع IMDb (الإنجليزية)